# 娑摩吠陀
娑摩吠陀，梵文是由（“典禮的聖歌”）和（“知識”）兩個詞根構成的復合詞，漢譯為讚頌明論，是四大吠陀經之第二部、共兩卷。基本上是集第一部梨俱吠陀的頌而成。
 梵語维基文库中与本条目相关的原始文献：